# ایردیک
ایردیک (به لاتین: Yrdyk) یک رود است که در قرقیزستان واقع شده‌است.